# Temirchan Dosmuchambetow
Temirchan Myngaidaruly Dosmuchambetow (kasachisch Темірхан Мыңайдарұлы Досмұхамбетов, russisch Темирхан Мынайдарович Досмухамбетов; * 8. März 1949 in Menislawka, Kasachische SSR; † 1. November 2021) war ein kasachischer Politiker.

## Leben
Temirchan Dosmuchambetow wurde 1949 im Dorf Menislawka im heutigen Gebiet Qostanai geboren. Er machte 1972 seinen Abschluss am Kasachischen Institut für Körperkultur. 1993 schloss er ein Studium an der Kasachischen Staatlichen Universität in Almaty ab.
Von 1972 bis 1973 diente er in der Sowjetarmee. Anschließend arbeitete er als Dozent an der Kasachischen Staatlichen Universität an der Abteilung für Physikalische Bildung. Zwischen 1985 und 1991 war Dosmuchambetow stellvertretender Vorsitzender und dann Vorsitzender des Vereins BDSO Trudowye reserwy. Im November 1991 wurde er Präsident der Gesellschaft für ausländischen Tourismus "Intourist Kasachstan" und von Mai 1994 an war er Präsident der kasachischen Tourismusgesellschaft Yassaui. Im Januar 1996 wurde er in der kasachischen Regierung zum Minister für Jugend, Sport und Tourismus ernannt. Ab März 1997 leitete er die Abteilung für Tourismus und Sport im Ministerium für Bildung und Kultur und ab November 1997 den Ausschuss für Tourismus und Sport. Von September 1998 bis Juni 2003 war er in der Verwaltung des Präsidenten beschäftigt. Im Juni 2003 wurde er zum Bürgermeister der kasachischen Hauptstadt Astana ernannt. Am 27. März 2006 wurde er im neu geschaffenen Ministerium für Tourismus und Sport zum Minister ernannt. Diesen Posten hatte er bis April 2011 inne. Nach der Parlamentswahl 2012 war Dosmuchambetow ab Januar als Abgeordneter für Nur Otan in der Mäschilis. Dort war er Mitglied des Ausschusses für auswärtige Angelegenheiten, Verteidigung und Sicherheit.
Von 2006 bis 2015 war Dosmuchambetow Präsident des Nationalen Olympischen Komitees Kasachstans.

## Familie
Temirchan Dosmuchambetow war verheiratet. Aus der Verbindung gingen zwei Kinder hervor.